# خانه شاهرکنی (قصاب)
خانه شاهرکنی (قصاب) مربوط به دوره قاجار است و در دزفول، خیابان طالقانی، بین امام خمینی و مانده نژاد، کوچه ۱۷ شهریور، پ ۱۱۶ واقع شده و این اثر در تاریخ ۲۲ آبان ۱۳۸۶ با شمارهٔ ثبت ۲۰۱۴۰ به‌عنوان یکی از آثار ملی ایران به ثبت رسیده است.